# Pseudochromis caudalis
Pseudochromis caudalis, thường được gọi là cá đạm bì đuôi sọc, là một loài cá biển thuộc chi Pseudochromis trong họ Cá đạm bì. Loài này được mô tả lần đầu tiên vào năm 1898.

## Phân bố và môi trường sống
P. caudalis được phân bố ở phía tây Ấn Độ Dương, từ Sri Lanka và miền nam Ấn Độ ngược lên phía đông bắc đến vịnh Oman và eo biển Hormuz. P. caudalis được tìm thấy xung quanh khu vực có nhiều đá ngầm và những rạn san hô hóa đá, đôi khi trong các hồ thủy triều, ở độ sâu khoảng 12 – 30 m.

## Mô tả
P. caudalis trưởng thành dài khoảng 11 cm. Toàn thân của P. caudalis có màu vàng nâu, với những chấm màu xanh lam trên vảy của phần thân trên. Chúng cũng có một đốm màu xanh lam viền đen ở gần mắt, là điểm đặc trưng của họ đạm bì. Cuống đuôi có những dải màu đen ở cá thể trưởng thành.
Số gai ở vây lưng: 3; Số vây tia mềm ở vây lưng: 28 - 30; Số gai ở vây hậu môn: 3; Số vây tia mềm ở vây hậu môn: 17 - 19; Số vảy ở cơ quan đường bên: 36 - 44 (thân trước) và 7 - 16 (thân sau).
Thức ăn của P. caudalis có lẽ là rong tảo và các sinh vật phù du nhỏ. Chúng thường sống đơn độc và khá nhút nhát.
P. caudalis không được đánh bắt để phục vụ cho ngành thương mại cá cảnh.